# 潼南大佛寺
潼南大佛寺位於重慶市潼南縣縣城西北1.5公里的定明山下，亦名南禪寺、定明院。今存有大佛閣、觀音殿、玉皇殿、鑒亭四座木結構古建築。文物遺址年代隋至民國。2000年9月7日列為第一批重慶市文物保護單位。